# ジョン・ヒューズ
ジョン・ワイルデン・ヒューズ・ジュニア（John Wilden Hughes Jr., 1950年2月18日 - 2009年8月6日）は、アメリカの映画監督。ナショナル・ランプーン誌にユーモラスなエッセイやストーリーを寄稿した後、1980年代から1990年代にかけて最も成功した実写コメディ映画の脚本、製作、時には監督を務めた。
作品のほとんどは、シカゴ都市圏を舞台にしている。彼は、マジックリアリズムと郊外のティーンエイジャーの生活を率直に描いた青春コメディ映画で最もよく知られている。
ヒューズがキャリアをスタートさせた俳優には、マイケル・キートン、アンソニー・マイケル・ホール、ビル・パクストン、マシュー・ブロデリック、マコーレー・カルキン、そしてブラット・パックのメンバーなどがいる。

## 初期の人生
1950年2月18日、ミシガン州ランシングで、慈善活動のボランティアをしていたマリオン・クロフォードと、営業の仕事をしていたジョン・ヒューズ・シニアの間に生まれた。 彼は唯一の男の子で、3人の姉妹がいた。人生の最初の12年間をミシガン州グロスポイントで過ごし、デトロイト・レッドウィングスの9番ゴーディ・ハウのファンだった。ヒューズは子供の頃の自分を「ちょっとおとなしい」と表現している。
私が育った地域は、ほとんどが女の子とお年寄りばかりのところだった。同年代の男の子がいなかったので、一人で多くの時間を過ごし、いろいろなことを想像していた。そして、どこかに定着するたびに引っ越しをしていた。中学1年生の時に生活が順調になってきて、シカゴに引っ越した。すごく大きな高校に入ったけれど、誰も知り合いがいなかったんだ。でも、そこにビートルズが現れて、私の人生を変えてくれた。そして、ボブ・ディランの『ブリンギング・イット・オール・バック・ホーム』が発売され、私を大きく変えた。木曜日の私は一人の人間であり、金曜日の私は別の人間だった。私のヒーローは、ディラン、ジョン・レノン、ピカソだった。彼らはそれぞれ、自分の特定のメディアを前進させ、自分が納得できるところまで行くと、必ず前進していたから。
1963年、ヒューズの家族は、シカゴ郊外のイリノイ州ノースブルックに引っ越した。ヒューズは、グローブ中学校に通い、後にグレンブルック・ノース高校に進学したが、ここでは、後に彼の名声を高めることになる映画のインスピレーションを得た。彼は高校で、チアリーダーであり、後に妻となるナンシー・ルートヴィヒと出会った。10代の頃、ヒューズは映画を逃避場所として見つけた。幼なじみのジャクソン・ピーターソンによると、「彼の母親と父親は彼をよく批判した（中略）彼女（マリオン）は、ジョンがやりたいことに批判的だった」。ヒューズはビートルズの熱心なファンで、友人たちによると、映画やラット・パックについてよく知っていたという。

## 経歴
アリゾナ大学を中退した後、ヒューズはロドニー・デンジャーフィールドやジョーン・リバーズなどの有名なパフォーマーにジョークを売り始めた。このジョークをきっかけに、1970年にはシカゴのニーダム・ハーパー・アンド・ステアーズ社で広告コピーライターとして入社し、1974年にはレオ・バーネット・ワールドワイド社に入社した。この時期、彼は有名なエッジの「クレジットカード・シェービングテスト」という広告キャンペーンを手がけた。
バージニア・スリムの広告を担当していたヒューズは、ニューヨークのフィリップモリス本社を頻繁に訪れ、その際に雑誌「ナショナル・ランプーン」のオフィスにも足を運んだ。編集者のP・J・オルークは、「ジョンはとても速く、とても上手に書くので、月刊誌が彼についていくのは大変だった」と語っている。子供の頃の家族旅行から着想を得たヒューズの最初の記事の1つが「Vacation '58」で、後に映画『ホリデーロード4000キロ』の原作となった。ランプーンに投稿した他の作品の中でも、エイプリルフールネタの「My Penis」と「My Vagina」は、10代の若者が話す独特のリズムや、10代の生活全般における様々な侮辱に対するヒューズの耳の良さを早くから示していた。
ヒューズが初めて脚本に名を連ねた『ナショナル・ランプーン/パニック同窓会』は、同誌のスタッフとして働いているときに書いたものである。この映画は、『アニマル・ハウス』の大成功を真似て旗揚げしたものの、2度目の失敗に終わった。しかし、ヒューズが次に脚本を手がけた『ホリデーロード4000キロ』は、1983年に大ヒットを記録した。この作品と、同年に発表された別の脚本、『ミスター・マム』の成功により、ヒューズはユニバーサル・ピクチャーズと3本の映画契約を結ぶことになった。

### ティーン向け映画
ヒューズの監督デビュー作『すてきな片想い』は、1984年に公開された際、ほぼ満場一致で称賛された。その理由は、当時作られていた『ポーキーズ』にインスパイアされたコメディ映画とは対照的に、思春期や高校生活の社会的原動力をより正直に描いていたことにある。この作品は、『ブレックファスト・クラブ』、『ときめきサイエンス』、『プリティ・イン・ピンク/恋人たちの街角』、『フェリスはある朝突然に』、『恋しくて』など、高校を舞台にしたティーンエイジャーの人生を描いた一連の作品の最初のものである。

### ティーン向け映画の枠を超えて
ティーン向けの映画ばかり作っているというイメージを払拭するために、ヒューズは1987年にスティーヴ・マーティンとジョン・キャンディが出演した大ヒットコメディ『大災難P.T.A.』を監督し、新たな展開を見せた。その後、『おじさんに気をつけろ!』や『ナショナル・ランプーン/クリスマス・バケーション』などの作品が人気を博したものの、批評家からの評価はそれほど高くなかった。監督としての最後の作品は1991年の『カーリー・スー』である。
ヒューズが商業的に最も成功した作品は『ホーム・アローン』である。この作品は、クリスマスに家族が留守にした際に誤って置き去りにされた子供が、無能な二人組の強盗から自分と家を守らなければならなくなるというストーリーで、彼が脚本とプロデュースを担当した。『ホーム・アローン』は1990年の最高の興行収入を記録し、実写のファミリー・コメディとしては史上最も成功した作品である。その後、1992年に『ホーム・アローン2』、1997年に『ホーム・アローン3』と続編を製作している。この時期に彼が脚本・製作した作品の中には、『ホーム・アローン』の手法を取り入れたものもあり、成功を収めた『わんぱくデニス』（1993年）や興行的に失敗した『赤ちゃんのおでかけ』（1994年）などがある。
また、アレクサンドル・デュマの小説『モンテ・クリスト伯』の主人公にちなんで、「エドモン・ダンテス」というペンネームで脚本を書いていた。ダンテスのペンネームでクレジットされている脚本には、『メイド・イン・マンハッタン』、『Mr.ボディガード/学園生活は命がけ!』、『ベートーベン』などがある。

### ジョン・キャンディとのコラボレーション
俳優のジョン・キャンディは、『ホリデーロード4000キロ』（1983年）、『大災難P.T.A.』（1987年）、『大混乱』（1988年）、『おじさんに気をつけろ!』（1989年）、『ホーム・アローン』（1990年）、『オンリー・ザ・ロンリー』（1991年）など、ヒューズが脚本・監督・製作した作品で、多くの印象的な役柄を演じた。
長年にわたり、ヒューズとキャンディは親しい友情を育んできた。1994年にキャンディが心臓発作で急死したとき、ヒューズは大きく動揺した。「キャンディがもっと長生きしていたら、ジョンは監督としてもっと多くの作品を作っていたと思う」と、ヒューズの友人であるヴィンス・ヴォーンは語っている。

## 後年
1994年、ヒューズは表舞台から退き、シカゴ地区に戻った。翌年、ウォルト・ディズニー・ピクチャーズと製作契約を結んでいたヒューズとリカルド・メストルは、短期間の合弁製作スタジオGreat Oaks Entertainmentを設立した。ヒューズはシカゴで働き、メストルはロサンゼルスを拠点とした。同社は映画『ジャック』『101』『フラバー』を製作したが、ヒューズとメストレスは1997年にパートナーシップを解消した。ヒューズとメストレスのパートナーシップの一環として製作された1998年の映画『リーチ・ザ・ロック』は、その後「ジョン・ヒューズとリカルド・メストレスの製作によるグラマシー・ピクチャーズの配給」とクレジットされた。
その後、ヒューズは1999年に『リーチ・ザ・ロック』のサウンドトラック・アルバムのプロモーションのために数人を除いて、ほとんどメディアにインタビューをしていない。このアルバムはヒューズの息子であるジョン・ヒューズ3世によって編集され、息子のシカゴにあるレコード・レーベル「Hefty Records」からリリースされた。また、1999年にリリースされた『フェリスはある朝突然に』のDVDに音声解説を収録している。

## 私生活
1970年、当時20歳だったヒューズは、高校時代に知り合ったナンシー・ルートヴィヒと結婚した。二人の間には二人の子供がいた。ジョン・ヒューズ3世（1976年生まれ）とジェームス・ヒューズ（1979年生まれ）。二人は2009年に彼が亡くなるまで一緒にいた。ナンシー・ヒューズは2019年9月15日に亡くなった。

## 死
2009年8月5日、ヒューズとその妻は、息子のジェームズと生まれたばかりの孫を訪ねるためにニューヨークを訪れた。ジェームズによると、その夜、父は元気そうで、家族は翌日の予定を立てていたという。8月6日の朝、マンハッタンの西55丁目にあるホテルの近くを散歩していたヒューズは、心臓発作を起こした。ルーズベルト病院に運ばれたが、59歳で死亡が確認された。ヒューズの葬儀は8月11日にシカゴで行われ、レイク・フォレスト墓地に埋葬された。

## レガシー
2009年9月17日に放送されたNBCのコメディ『コミ・カレ!!』のエピソード「Pilot」はヒューズに捧げられた。このエピソードは『ブレックファスト・クラブ』へのいくつかの言及を含み、「Don't You (Forget About Me)」のカバーで締めくくられている。 2010年2月1日に放送された『ワン・トゥリー・ヒル』のエピソード「Don't You Forget About Me」は『すてきな片想い』のエンディング・シーンに似たシーンで締めくくられ、『ホームアローン』などのヒューズの映画へのいくつかの言及が含まれている。2011年に放送された『ボブズ・バーガーズ』のエピソード「Sheesh! Cab, Bob?」も『すてきな片想い』に敬意を表している。
ヒューズの死後、彼を知る多くの人々が、ヒューズが彼らや映画業界に与えた影響についてコメントしている。ケヴィン・スミスは「基本的に僕の作品はジョン・ヒューズの映画に4文字の言葉をつけただけのものだ」と述べている。ジャド・アパトーは「僕の子供時代の一部が死んだような気がする。ジョン・ヒューズほどよく笑わせてくれた人はいなかった」。モリー・リングウォルドは「ジョン・ヒューズの死を聞いて唖然とし、信じられないほど悲しくなった。彼は今までも、そしてこれからも、私の人生の大切な一部。... 私にとっても、彼が関わったすべての人にとっても、彼がいなくなるのは寂しいこと。私の心とすべての思いは、今、彼の家族と共にある」。マシュー・ブロデリックも独自の声明を発表し、「古くからの友人であるジョン・ヒューズのニュースには、本当にショックを受け、悲しんでいる。彼は素晴らしく、とても才能のある人だった。彼のご家族には心よりお悔やみ申し上げます」と述べている。
第82回アカデミー賞（2010年）では、ヒューズの作品へのトリビュートが行われた。ヒューズ作品のクリップの回顧に続いて、モリー・リングウォルド、マシュー・ブロデリック、マコーレー・カルキン、ジャド・ネルソン、アリー・シーディ、アンソニー・マイケル・ホール、ジョン・クライヤーなど、いくつかの作品のキャストがステージに集まり，ヒューズと映画業界への彼の貢献を称えた。
ヒューズの名を冠した架空の高校を舞台にした映画には、2001年に公開されたパロディ映画『あるあるティーン・ムービー』、2010年から2013年にかけて公開されたディズニー・チャンネルのシットコム『シェキラ!』などがある。

## 主な作品

### 監督
- すてきな片想い Sixteen Candles  (1984)
- ブレックファスト・クラブ The Breakfast Club  (1985)
- ときめきサイエンス Weird Science  (1985)
- フェリスはある朝突然に Ferris Bueller's Day Off  (1986)
- 大災難P.T.A. Planes, Trains & Automobiles  (1987)
- 結婚の条件 She's Having a Baby  (1988)
- おじさんに気をつけろ! Uncle Buck  (1989)
- カーリー・スー Curly Sue  (1991)

### 脚本・プロデュースなど
- ナショナル・ランプーン/パニック同窓会 National Lampoon's Class Reunion (1982) 脚本
- キャプテン・ブーリーの大冒険 Savage Islands (1983) 脚本
- ホリデーロード4000キロ（ナショナル・ランプーン/ホリデーロード4000キロ） National Lampoon's Vacation (1983) 原案・脚本
- ミスター・マム Mr. Mom (1983) 脚本
- ナショナル・ランプーンズ・ヨーロピアン・ヴァケーション National Lampoon's European Vacation (1985) 脚本
- プリティ・イン・ピンク/恋人たちの街角 Pretty in Pink  (1986) 脚本・製作総指揮
- 恋しくて Some Kind of Wonderful  (1987) 脚本・製作
- 大混乱 The Great Outdoors (1988) 脚本・製作総指揮
- ナショナル・ランプーン/クリスマス・バケーション National Lampoon's Christmas Vacation (1989) 脚本・製作
- 恋の時給は4ドル44セント Career Opportunities (1990) 脚本・製作
- ホーム・アローン Home Alone 　(1990) 脚本・製作
- オンリー・ザ・ロンリー Only the Lonely (1991) 製作
- あぶない週末 Driving Me Crazy 　(1991) 脚本・製作
- ベートーベン Beethoven (1992) 脚本
- ホーム・アローン2 Home Alone 2: Lost in New York (1992) 脚本・製作
- わんぱくデニス Dennis the Menace (1993) 脚本・製作
- 赤ちゃんのおでかけ Baby's Day Out　(1994) 脚本
- 34丁目の奇跡 Miracle on 34th Street  (1994) 脚本・製作
- 101 101 Dalmatians  (1996) 脚本・製作
- フラバー Flubber (1997) 脚本・製作
- リーチ・ザ・ロック Reach the Rock (1998) 脚本・製作
- ホーム・アローン3 Home Alone 3 (1998) 脚本・製作
- ベートーベン3 Beethoven's 3rd (2000) 原案
- ニューポート・サウス New Port South (2001) 製作
- マイ・ラブリー・フィアンセ　Just Visiting (2001) 脚本
- ホーム・アローン4 Home Alone 4 (2002) キャラクター創造
- メイド・イン・マンハッタン Maid in Manhattan (2002) 原案(エドモンド・ダンテス名義)
- ベートーベン5 Beethoven's 5th (2003) キャラクター創造
- Mr.ボディガード/学園生活は命がけ! Drillbit Taylor (2008) 原案(エドモンド・ダンテス名義)
- お!バカんす家族 Vacation (2015) キャラクター創造

## 書籍
- 『National Lampoon Sunday Newspaper Parody』 (1978) (P・J・オルークとの共著)